# Шамун Алам Хан
Шамун Алам Хан (англ. Shamoon Alam Khan; 6 червня 1939, Шиллонг, Мегхалая, Індія) — пакистанський військовий і дипломат. Віцеадмірал. Надзвичайний і Повноважний Посол Пакистану в Україні (2000-2004).

## Життєпис
Народився 6 червня 1939 року в Шиллонг, Мегхалая в Індії, в урду-мовній сім'ї. У 1955 році він приєднався до ВМС Пакистану і був направлений на навчання в Британському королівському військово-морському коледжі в Дартмуті у Великій Британії, отримавши підготовку надводного офіцера. Протягом короткого проміжку часу пройшов короткий курс навчання для молодших офіцерів, які закінчили Військово-морську академію в Карачі.
У 1960-х роках лейтенант Шамун служив офіцером на різних надводних військових кораблях і брав участь у наступі на ВМС Індії під час другої війни з Індією у 1965 році.
У 1970–71 роках командир-лейтенант Шамун взяв участь у брифінгу формувань пакистанської морської піхоти та спеціальних сил армії та флоту щодо початку наступу при наближенні індійської армії. Під час розпалу громадянського повстання у Східному Пакистані Шамун добровільно перейшов до Групи спеціального обслуговування ВМС і був командувачем групи ВМФ, яка виконувала розвідувальну місію, про пересування індійської армії поблизу Рангаматі.
У 1971 році Шамун був взятий у полон індійською армією після односторонньої капітуляції та був виселений до Пакистану в 1973 році. У 1974 році Шамун залишався пов'язаним з розвідкою до кінця своєї кар'єри, і його направили до військового коледжу збройних сил при Національному університеті оборони, де він отримав ступінь магістра з військових досліджень у 1976 році.
Його перше дипломатичне призначення включало призначення капітана Шамуна на посаду військово-морського аташе в посольстві Пакистану в Пекіні (Китай) в 1981 році. У 1983 році капітан Шамун отримав звання адмірала з однією зіркою у ВМС і був направлений на річний курс для персоналу в Королівському коледжі оборонних досліджень (RCDS) у Лондоні. Після повернення Шамун був призначений комендантом Пакистанської військово-морської академії в Карачі в 1987–88 роках, а пізніше служив комендантом коледжу Об'єднаного штабу в Чаклалі.
У 1990-х роках проходив службу у штабі військово-морського флоту.
У 1993 році Шамуна було підвищено віцеадмірала, і згодом його призначили старшим командиром флоту Пакистану.
У 1995 році подав у відставку та вийшов на пенсію після 40 років військової служби.
З 1995 по 1997 — Надзвичайний і Повноважний Посол Пакистану в Тунісі (Туніс).
З 2000 по 2004 — Надзвичайний і Повноважний Посол Пакистану в Києві (Україна).